# 普朗克月谷

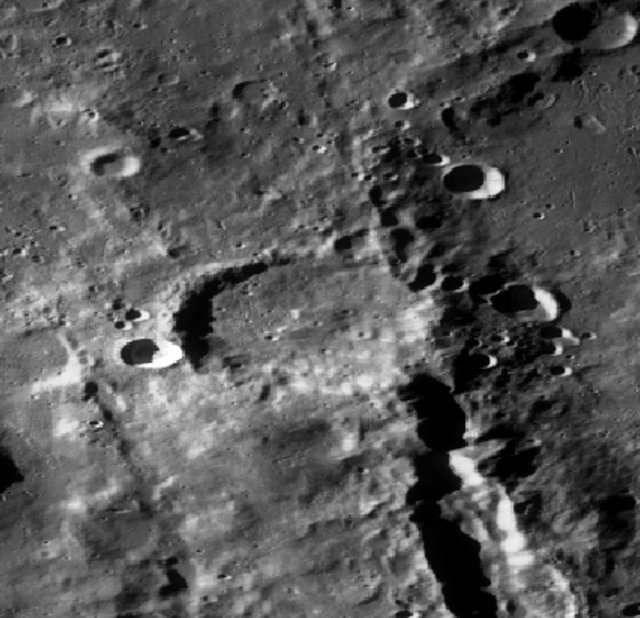
位于普朗克月谷内的古斯塔夫·费希纳 陨石坑

普朗克月谷(Vallis Planck)是月球背面一条修长的直线型月谷，它径直朝向巨大的薛定谔盆地，并极可能产生于它形成时的撞击，该月谷的月面座标为南纬58.4°、东经126.1°，长度约451公里。
该裂谷横穿辽阔的普朗克环壁平原西区地表，并以它(以马克斯·普朗克之名命名的陨石坑)的名称命名。其起点位于格罗特里安环形山东北侧外围附近(格罗特里安环形山南侧边缘非常接近薛定谔环形山)，然后一路向西北延伸，在费希纳环形山处被拦断，月谷其余部分则继续穿过普朗克环壁平原西北，直止卫星坑"皮克尔纳 K"附近的终点。